# 4 Monocerotis
4 Monocerotis är en vit stjärna i huvudserien i Harens stjärnbild. Trots sin Flamsteed-beteckning tillhör den inte i Enhörningens stjärnbild. Den ligger på gränsen mellan stjärnbilderna och fick byta tillhörighet vid översynen av gränser mellan stjärnbilderna år 1930 och benämns efter bytet av stjärnbild ofta med sin HD-beteckning, HD 42116.
Stjärnan har visuell magnitud +6,90 och kräver fältkikare för att kunna observeras. 4 Monocerotis befinner sig på ett avstånd av ungefär 340 ljusår.